# Sportpaleis Alkmaar

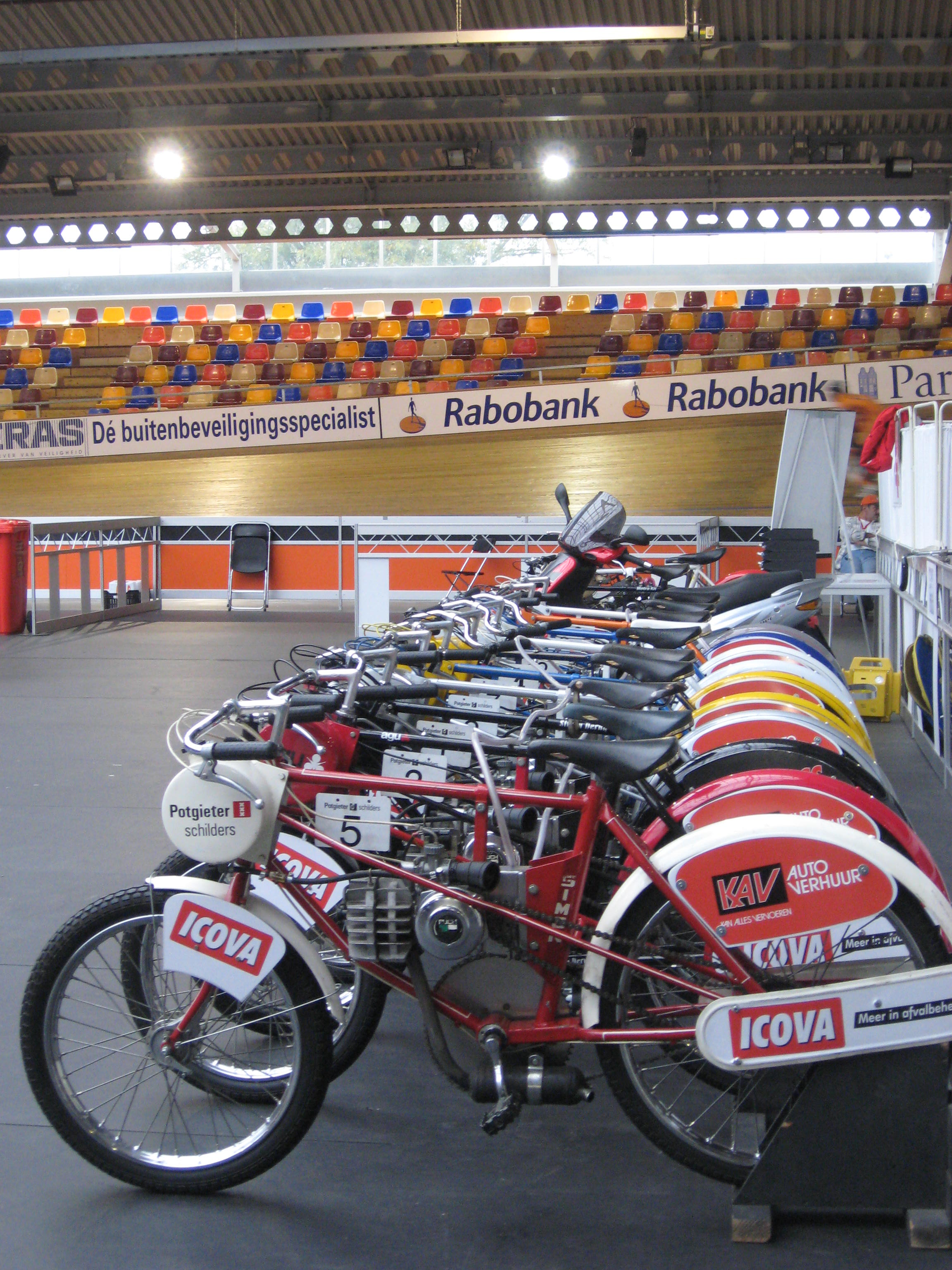
Dernys im Sportpaleis Alkmaar

Der Sportpaleis Alkmaar ist eine Mehrzweckhalle mit Radrennbahn im niederländischen Alkmaar.

## Geschichte
Seit 1964 gab es in Alkmaar eine halboffene – nur Bahn und Tribünen waren überdacht – Radrennbahn aus Beton. 2003 wurde diese Bahn renoviert, indem die Betonbahn mit einem Belag aus Holz versehen und sie voll überdacht wurde. Seitdem ist sie eine von drei Hallenradrennbahnen in den Niederlanden, neben dem Velodrome Amsterdam und dem Omnisport Apeldoorn. Die Bahn selbst ist 250 Meter lang, 6,5 Meter breit und hat eine Kurvenüberhöhung von 42 Grad. Es ist Platz für rund 1750 Zuschauer.
Im Sportpaleis Alkmaar fanden mehrfach nationale Bahnmeisterschaften statt sowie Europameisterschaften im Steherrennen. Gemeinsam mit dem Derny-Schrittmacher Joop Zijlaard stellte Radrennfahrer Matthé Pronk am 18. November 2004 in Alkmaar einen neuen Stunden-Weltrekord über 66,017 Kilometer auf. Die niederländische Bahn-Nationalmannschaft nutzt die Bahn zum Training und zu Sichtungsrennen. Im Innenraum der Bahn können auch andere Sportarten ausgeübt werden, wie z. B. Tennis, aber auch Konzerte und Ausstellungen finden hier statt.